# Motor Prince
El motor Prince es una familia de motores de 4 cilindros en línea para automóviles desarrollada por el Groupe PSA y BMW. Es una familia de motores compactos de 1.4 a 1.6 L de cilindrada que incluye las características más modernas, como inyección directa de gasolina, turboalimentación, BMW VANOS y sincronización variable de válvulas.
Las variantes de BMW del motor Prince se conocen como N12, N13, N14, N16 y N18. Reemplazó a la familia de motores Tritec en el Mini y se presentó por primera vez en 2006 para MINI. Más tarde en 2011 también para los modelos de BMW F20 116i y 118i. Esta fue la primera opción de montaje de motor longitudinal para el motor Prince.
PSA comenzó a utilizar la familia Prince en 2006 para reemplazar a su familia TU, el Peugeot 207 fue el primer automóvil en recibirlo.
Los componentes del motor son producidos por PSA en sus instalaciones en Douvrin, Francia, y por BMW en sus instalaciones en Hams Hall, Warwickshire, Reino Unido. La cooperación se anunció el 23 de julio de 2002 con los primeros motores producidos en 2006.
El proyecto de motor Prince no está relacionado con Prince Motor Company.
A finales de 2006, se anunció una extensión de la cooperación entre los dos grupos, prometiendo nuevos motores de cuatro cilindros, sin más detalles.
El 29 de septiembre de 2010, BMW anunció que la versión 1.6 Turbo del motor Prince se suministraría desde 2012 a Saab para su uso en los próximos modelos, principalmente el 9-3. Sin embargo, con el cierre del suministro SAAB, nunca lo llegó a usar. En el Salón del Automóvil de Ginebra 2011, Saab presentó un concepto de vehículo, el Saab PhoeniX con el 1.6T de BMW con 200 CV (147 kilovatios).
El 25 de junio de 2014, el motor Prince Turbo de 1.6 litros ganó su octavo consecutivo Premio Internacional al Motor del Año en la categoría de 1.4 a 1.8 litros. En 2014, el motor Prince venció, entre otros, al nuevo motor BMW B38 que está reemplazando al motor Prince en los modelos de Mini y BMW.

## EP3
El EP3 tiene una cilindrada de 1397 cm³, con un diámetro de 77 mm (3,03 pulgadas) y una carrera de 75 mm (2,95 pulgadas), así como una relación de compresión de 11.0:1. Todos están equipados con inyección indirecta y catalizador.
| Versión | Potencia máxima                  | Par motor         | Normativa de anticontaminación | Usos                                                                                           |
| ------- | -------------------------------- | ----------------- | ------------------------------ | ---------------------------------------------------------------------------------------------- |
| EP3     | 95 CV (70 kilovatios) @ 6000 rpm | 136 Nm @ 4000 rpm | Euro 4                         | Peugeot 207 Peugeot 308 Citroën C3 II Citroën C3 Picasso                                       |
| EP3 C   | 95 CV (70 kilovatios) @ 6000 rpm | 136 Nm @ 4000 rpm | Euro 5                         | Peugeot 207 Peugeot 208 Peugeot 308 Citroën C3 II Citroën C3 Picasso Citroën DS3 Citroën C4 II |

## EP6
El EP6 tiene una cilindrada de 1598 cm³, con un diámetro de 77 mm (3,03 pulgadas) y una carrera de 85,8 mm (3,38 pulgadas), así como una relación de compresión de 11.0:1. Todos están equipados con inyección indirecta y catalizador.
| Versión | Potencia máxima                   | Par motor         | Normativa de anticontaminación | Usos |
| ------- | --------------------------------- | ----------------- | ------------------------------ | --- |
| EP6     | 120 CV (88 kilovatios) @ 6000 rpm | 160 Nm @ 4250 rpm | Euro 4                         | Peugeot 207 Peugeot 208 Peugeot 308 Peugeot 3008 Peugeot 5008 Citroën C3 II Citroën C3 Picasso Citroën C4 I |
| EP6 C   | 120 CV (88 kilovatios) @ 6000 rpm | 160 Nm @ 4250 rpm | Euro 5                         | Peugeot 207 Peugeot 208 Peugeot 308 Peugeot 3008 Peugeot 5008 Peugeot 508 Peugeot Partner II Citroën C3 II Citroën C3 Picasso Citroën DS3 Citroën C4 II Citroën C4 Picasso Citroën C4 Picasso II Citroën C5 II Citroën DS4 Citroën Berlingo |
| EP6     | 98 CV (72 kilovatios) @ 6000 rpm  | 153 Nm @ 3000 rpm | Euro 5                         | Peugeot Partner II Citroën Berlingo |

## EP6 Turbo
El EP6 tiene una cilindrada de 1598 cm³, con un diámetro de 77 mm (3,03 pulgadas) y una carrera de 85,8 mm (3,38 pulgadas).
Esta variante incorpora inyección directa, turbocompresor, intercooler, catalizador, distribución variable y admisión variable (VANOS).
| Versión   | Relación de compresión | Potencia máxima                    | Par motor              | Normativa de anticontaminación | Usos |
| --------- | ---------------------- | ---------------------------------- | ---------------------- | ------------------------------ | --- |
| EP6 CDTD  | 10.5:1                 | 125 CV (92 kilovatios) @ 6000 rpm  | 200 Nm @ 1400 rpm      | Euro 4                         | Peugeot 308 |
| EP6 DT    | 10.5:1                 | 150 CV (110 kilovatios) @ 5800 rpm | 240 Nm @ 1400-5000 rpm | Euro 4                         | Peugeot 207 Peugeot 308 Peugeot 3008 Citroën C4 II Citroën C4 Picasso II                                                                                                 |
| EP6 CDT   | 10.5:1                 | 156 CV (115 kilovatios) @ 6000 rpm | 240 Nm @ 1400-5000 rpm | Euro 5                         | Peugeot 207 Peugeot 208 Peugeot 308 Peugeot 3008 Peugeot RCZ Peugeot 508 Peugeot 5008 Citroën DS3 Citroën C4 II Citroën C4 Picasso II Citroën DS4 Citroën C5 Citroën DS5 |
| EP6 FDTM  | 10.5:1                 | 163 CV (120 kilovatios) @ 6000 rpm | 240 Nm @ 1400-5000 rpm | Euro 5                         | Citroën DS4 Citroën DS5 Peugeot 308 |
| EP6 FDT   | 10.5:1                 | 165 CV (121 kilovatios) @ 6000 rpm | 240 Nm @ 1400-3500 rpm | Euro 6                         | Peugeot 208 Peugeot 508 Peugeot 3008 Peugeot 4008 Peugeot 5008 Citroën DS3 Citroën C4 Picasso II Citroën DS4 Citroën DS5                                                 |
| EP6 DTS   | 10.5:1                 | 174 CV (128 kilovatios) @ 5500 rpm | 260 Nm @ 1700-4500 rpm | Euro 4                         | Peugeot 207 RC Peugeot 308 GT |
| EP6 CDTX  | 10.0:1                 | 200 CV (147 kilovatios) @ 5800 rpm | 275 Nm @ 1750-4000 rpm | Euro 5                         | Peugeot 208 GTI Peugeot 308 GTI Peugeot RCZ Citroën DS4 Citroën DS6 |
| EP6 DTS   | 10.0:1                 | 202 CV (149 kilovatios) @ 6000 rpm | 275 Nm @ 2000-4000 rpm | Euro 5                         | Citroën DS3 Racing |
| EP6 DTS   | 10.0:1                 | 207 CV (152 kilovatios) @ 6000 rpm | 275 Nm @ 2000-4000 rpm | Euro 5                         | Citroën DS3 Racing |
| EP6 FDTX  | 10.0:1                 | 205 CV (151 kilovatios) @ 6000 rpm | 285 Nm @ 1750 rpm      | Euro 5                         | Peugeot 308 GT |
| EP6 FDTX  | 10.0:1                 | 208 CV (153 kilovatios) @ 5500 rpm | 300 Nm @ 1700 rpm      | Euro 5, Euro 6                 | Peugeot 208 GTI |
| EP6 FDTX  | 10.0:1                 | 211 CV (155 kilovatios) @ 6000 rpm | 285 Nm @ 1750 rpm      | Euro 6                         | Citroën DS4 Citroën DS5 |
| EP6 FADTX | 10.0:1                 | 225 CV (165 kilovatios) @ 5500 rpm | 300 Nm @ 2500 rpm      | Euro 5                         | Peugeot 508 Citroën DS4 Crossback |
| EP6 CDTR  | 9.2:1                  | 250 CV (184 kilovatios) @ 6000 rpm | 330 Nm @ 1900-5500 rpm | Euro 6                         | Peugeot 308 GTI 250 |
| EP6 CDTR  | 9.2:1                  | 270 CV (199 kilovatios) @ 6000 rpm | 330 Nm @ 1900-5500 rpm | Euro 6                         | Peugeot 308 GTI 270 Peugeot RCZ |